# 过路黄
过路黄（学名：Lysimachia christiniae）為报春花科草本植物。别称对座草、金钱草、铜钱草、遍地黄；在湖南称为金花菜、铺地莲，在湖北也称为路边黄，在四川称为一串钱，在北京、广州也叫做四川大金钱草，在云南称为真金草，在贵州称为走游草，在浙江、江西也叫做临时救，在陕西则有别称叫做寸骨七。
夏季開黃色花，长在路边或者山坡边的草丛里，常见于中国大陆各地。

## 形态
过路黄为多年生草本植物。枝茎柔软，贴近地面匍匐生长，长度可达20－60厘米，高约10厘米。茎条颜色为淡绿中带红。叶对生，形状为卵圆形、近圆形或心形，长1.5－4厘米，宽1－3.5厘米。叶面无毛或长有柔软的短毛，叶脉为单一的中间主脉，于叶背面隆起。叶柄比叶片短或相近。花期5－7月。花单生叶腋，花梗长1－5厘米，通常不超过叶长。花呈杯状，裂开五瓣，花萼长5－7毫米，分裂近基部，裂片呈披针形、卵圆状披针形。花冠黄色，长7－15毫米。花丝长6－8毫米。花药卵圆形，长1－1.5毫米。子房卵珠形，花柱长6－8毫米。果期7－10月，蒴果为球形，直径4－5毫米，无毛，有稀疏黑色线条。

## 药用价值
过路黄在中药学中也称为金钱草（药名：Herba lysimachiae）。作为民间常用草药，金钱草有清热解毒，利尿排石的功能。清代乾隆年间的《四川百草堂验方抄本》中有记载：“黄痧走疸周身黄，金钱草是救命王，炕干为末冲甜酒，草药更比官药强”。其中就提到了金钱草的药用功能。金钱草一般在四至六月采收。具体方法是拔取全草，除去杂质后切段晒干备用，或鲜用。
据《现代中药辞典》记载，金钱草可治热淋、石淋，肝胆結石，也可治湿热黄疸，更可用于治疗瘡瘍腫痛，蛇蟲咬傷、燙傷等症。